# Rosenroll
Die Rosenroll waren eine durch Einbürgerung in Thusis ansässige Familie, die durch Heirat und Speditionsaktivitäten zu Reichtum kam. Die Familie kam in den Besitz von Schloss Baldenstein in Sils im Domleschg. Die Familie erscheint erst am Beginn des 16. Jahrhunderts in Thusis. Die Herkunft ist unbekannt. Ihr erster Sitz war das Haus Krone am Dorfplatz, in dem 1618 das berüchtigte Thusner Strafgericht tagte. 1670 erbaute Sylvester das Schlössli in Thusis, das sich seit 2024 im Besitz der Gemeinde befindet. Der letzte Rosenroll in Thusis verstarb 1794. Andere Familienmitglieder waren in der Zwischenzeit nach Danzig, Wien und Neapel abgewandert. Die Familie wurde 1636 von Ludwig XIII. in den Adelsstand erhoben (Christoph von Rosenroll).

## Wappen
Das Wappen der Rosenroll umfasst geviert fünf Rosen und drei Lilien sowie einen Arm mit einem Schwert. Der Wahlspruch der Rosenroll: Deo Duce Comite Fortuna (Gott führe, das Schicksal begleite).

## Vertreter
Vertreter der Familie waren:
- Antoni Rosenroll (1509–1602), Leutnant
- Peter Rosenroll, Podestà. Sohn von Antoni. Hatte 3 Söhne Sylvester, Anton und Johann.
- Sylvester Rosenroll, Landeshauptmann im Veltlin 1603
- Dorothea Rosenroll (1656–1738), Tochter des Hauptmannes Johannes. Verheiratet mit Leonhard von Marchion Landschreiber und Landamann.
- Christoph von Rosenroll (1601–1665), heiratet Perpetua Ruinelli und gelangt durch sie an das Schloss Baldenstein. Oberstleutnant in Frankreich. Gesandter zum Mailänder Kapitulat und enger Freund von Jörg Jenatsch. War beim Mord an Pompejus Planta beteiligt. Obwohl Jenatsch seinen Schwager in einem Duell tötete, hielt er an ihm fest. 1664 veräusserte Anton von Salis seinen Anteil an Schloss Rietberg dem Obersten Christoph von Rosenroll. Diese verkauften ihn 1670 an Ulrich Buol von Dusch weiter.
- Perpetua von Rosenroll. Schwester von Jakob Ruinelli. Wollte Jörg Jenatsch in der Küche des Bades Fideris nach dem Tod ihres Mannes erschiessen, aber die Pistole versagte und Jenatsch konnte nach Davos fliehen.
- Peter Rosenroll, Sohn von Christoph. Podestà zu Traona 1645
- Jacob Ruinell Rosenroll zu Baldenstein, gest. 1696. Podestà zu Morbegno 1649 und Landeshauptmann im Veltlin 1652
- Stina Rosenroll zu Baldenstein, Tochter von Jacob, verheiratet 1644 mit Leutenant Bartholome Tonatsch, Vogt zu Fürstenau
- Sylvester Rosenroll (1647–1721), Sohn des Peter. Kommissar im Veltlin 1669–1671. Verheiratet mit Barbara Cleophe von Salis-Soglio. Erbauer um 1670 des Schlosses in Thusis. Gründer eines Speditionshauses
- Sylvester Rosenroll, Cousin des vorherigen Sylvester. Vikar in Sondrio (1635–1702)
- Rudolf von Rosenroll (1671–1730), Sohn von Sylvester. Verheiratet mit Ursula von Salis-Maienfeld. Vikar in Sondrio 1701. Gesandter des Grauen Bundes in Zürich 1707. Diente zeitweise im Regiment des Obersten Herkules von Capol in Holland. Sohn des Spediteurs Sylvester. Trat in die Fussstapfen seines Vaters. Hatte Kontakt zu Johann Jakob Scheuchzer
- Barbara Nicola von Rosenroll (* 1730), Tochter des Rudolf von Rosenroll. Heiratete 1765 Minister Ulysses von Salis (1728–1800). Stand in Briefwechsel mit Johann Caspar Lavater in Zürich. Sie war die Mutter von Rudolf von Salis-Soglio, Bündner Landvogt und Amtsbürgermeister.
- Johannes Baptista von Rosenroll, Landvogt zu Maienfeld 1721
- Anton von Rosenroll, Hauptmann der Kompanie Arnold von Uri 1784
- Franz von Rosenroll, Oberleutnant der Grenadiere
- Andreas von Rosenroll, Unterleutnant beim königlichen sizilianischen Garderegiment
- Rudolf von Rosenroll (* 1754 in Wien)
- Anton von Rosenroll (* 1788), Sohn von Rudolf
- Rudolf von Rosenroll, 1848 mit seinem Bruder am Volksaufstand in Wien beteiligt. Flüchtete nach Sizilien und starb dort 1860 im Befreiungskampf. Er kämpfte mit Garibaldi in Italien und starb beim Zug der Tausend in Palermo.
- Felix von Rosenroll († 1794), Landammann
- Samuel Gottfried von Rosenroll, Danzig, um 1724. Sohn des Franciscus. Kaufmann
- Giuseppe Maria de Rosaroll-Scorza (1775–1825), lebte in Neapel. Flüchtling wegen revolutionärer Umtriebe, der später wieder mit Napoleon nach Italien zurückkehrte. Verfasste ein Buch über Schwertkampf. Er schloss sich griechischen Unabhängigkeitskämpfern an und starb in Griechenland.
- Cesare de Rosaroll, Sohn von Giuseppe. Trat der sizilianischen Armee bei. Wurde als Verschwörer gegen König Ferdinand II. zum Tode verurteilt. Das Urteil wurde später in lebenslange Haft umgewandelt. 1848 begnadigt, schloss er sich napolitanischen Truppen and und starb im gleichen Jahr auf dem Schlachtfeld.
- Anthony Sigwart de Rosenroll (1847–1945), wanderte 1895 von Neapel nach Kanada aus und brachte es dort zum Politiker und Geschäftsmann in den Bereichen Holz, Kohleminen und Versicherung.
- Arthur Sylvester de Rosenroll (1896–1971), Sohn von Anthony. Soldat in der kanadischen Armee an der Westfront im Ersten Weltkrieg. Verfasste einen Bericht über seine Erlebnisse. Er überlebte am Arm verwundet die Schlacht von Ypern und wurde aus dem Dienst entlassen.
- Michael Arthur de Rosenroll (1947–2019), Enkel von Arthur. Besuchte 1974 Thusis. Er arbeitete in Regierungsdiensten in Ottawa.

## Galerie

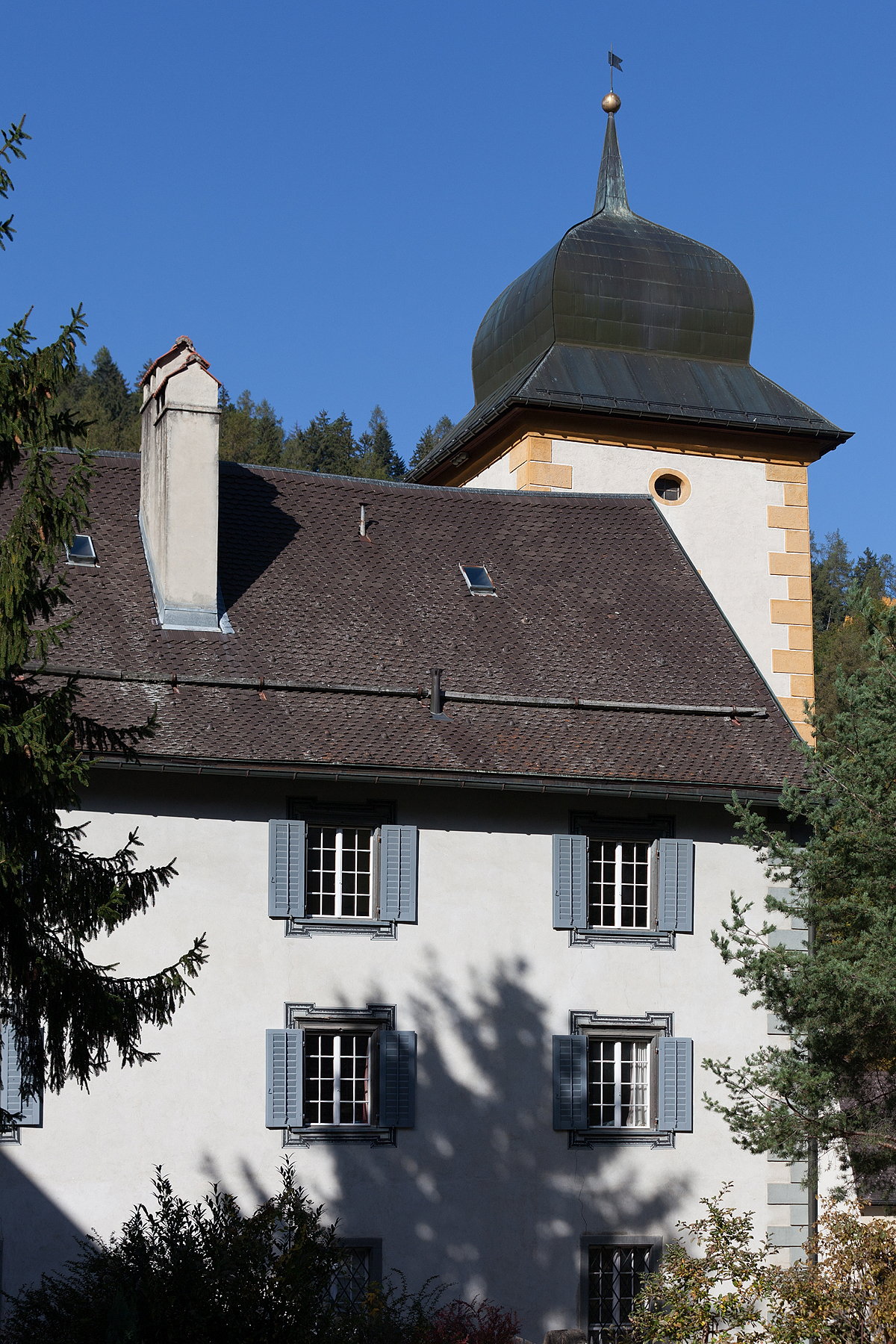
Schloss Rosenroll
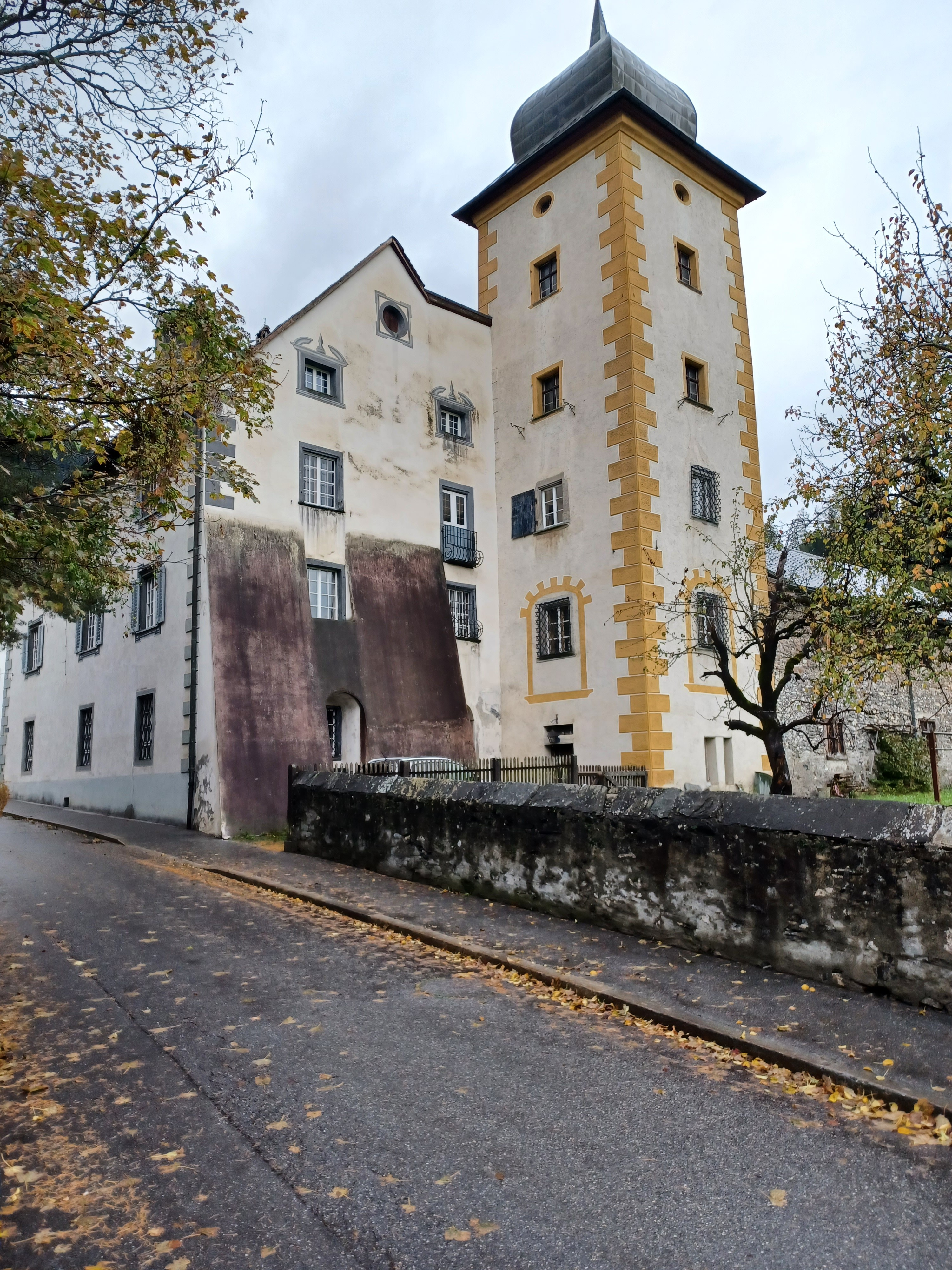
Schloss Rosenroll (Turmseite)
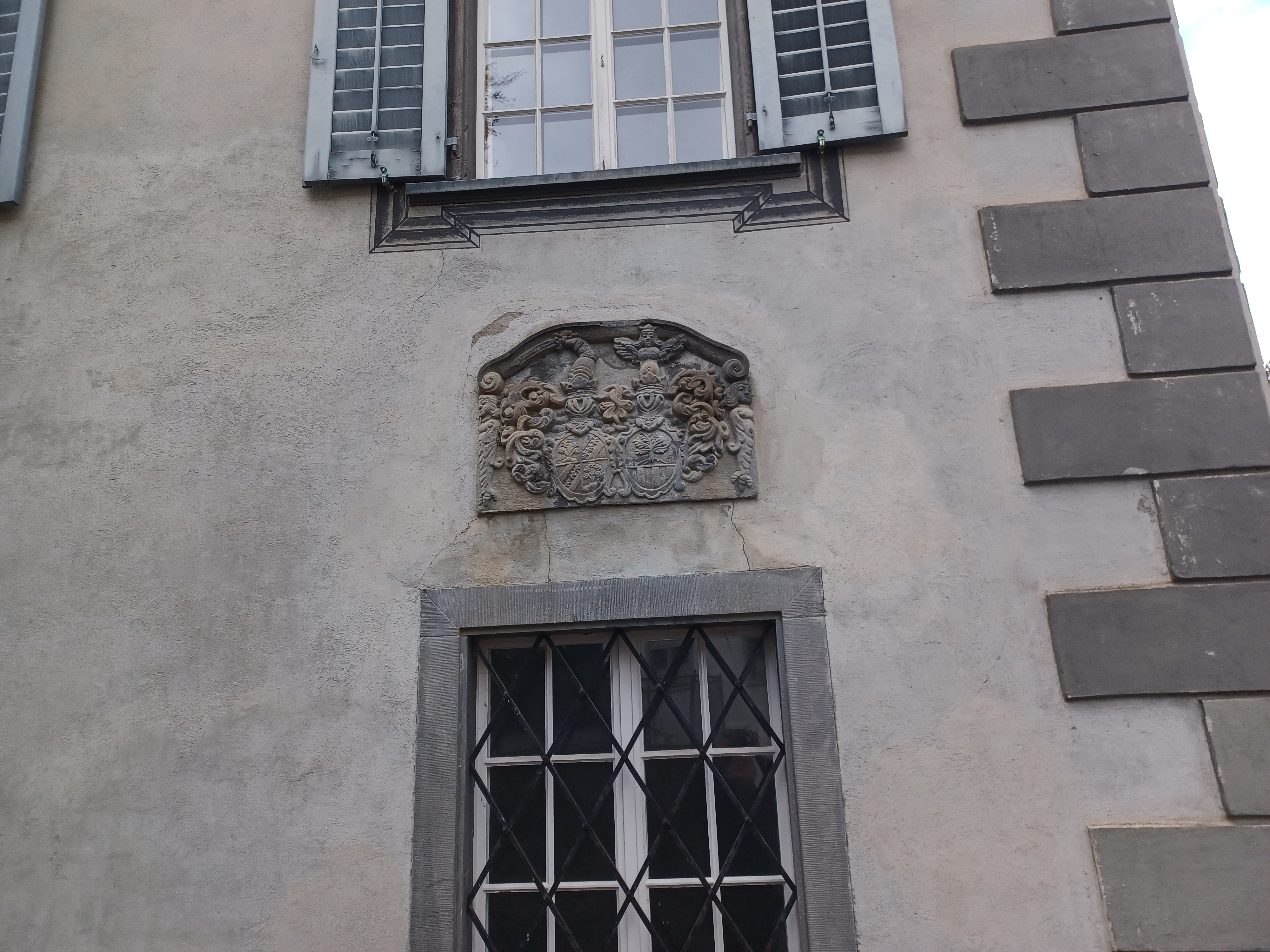
Schloss Rosenroll: Wappen der Rosenroll und Salis
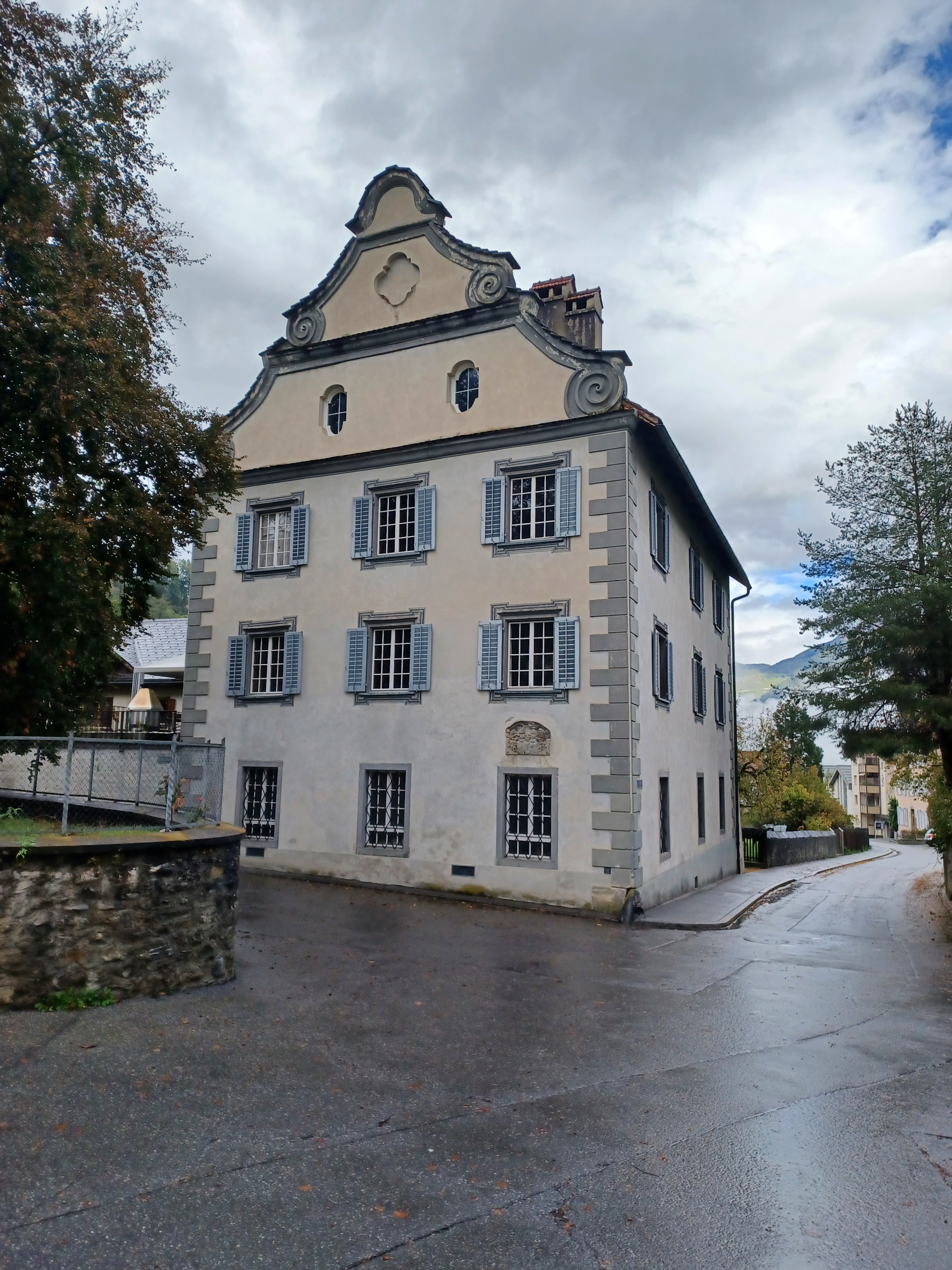
Schloss Rosenroll
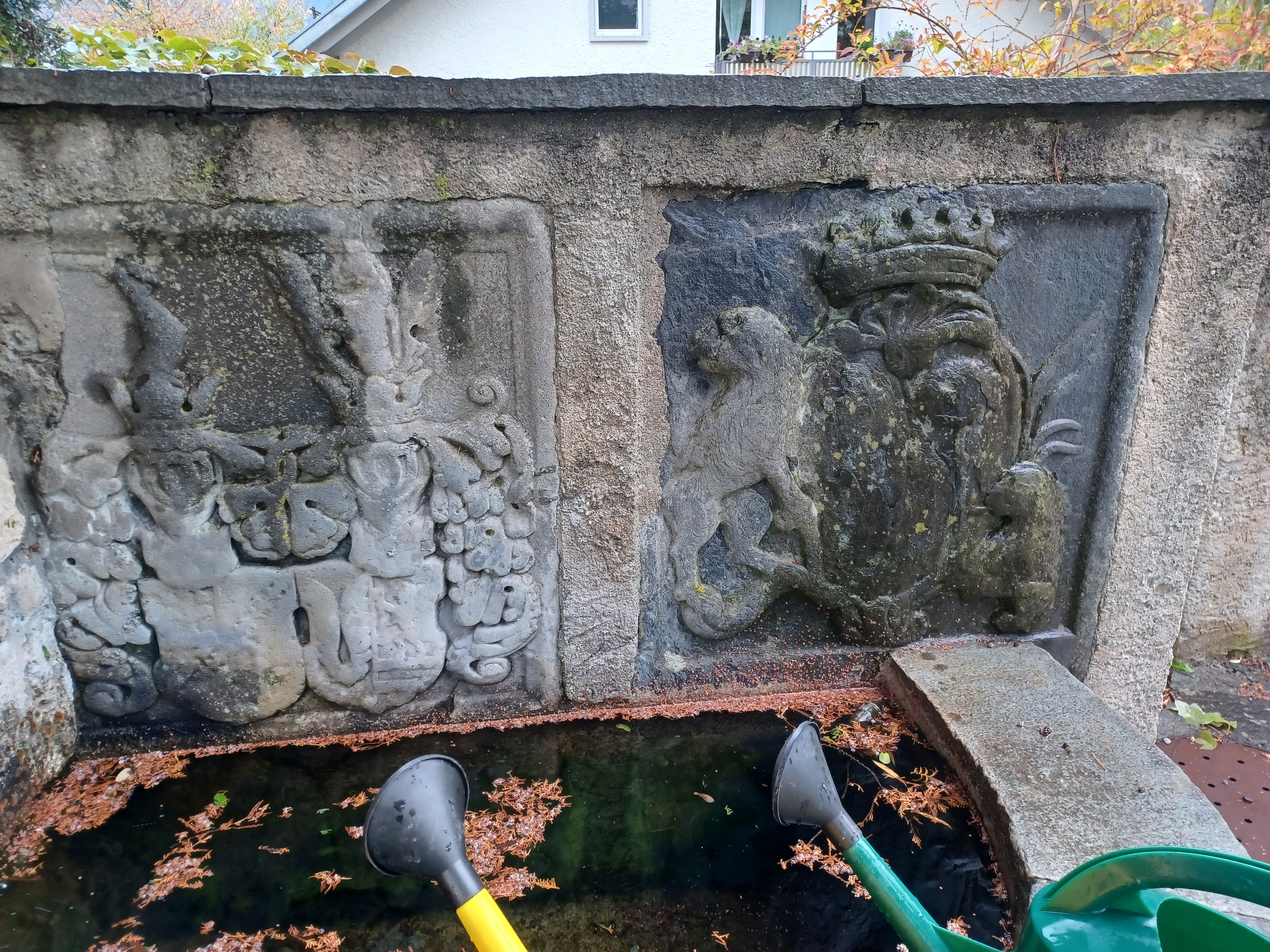
Reformierter Friedhof Thusis: Wappen Rosenroll und Jecklin
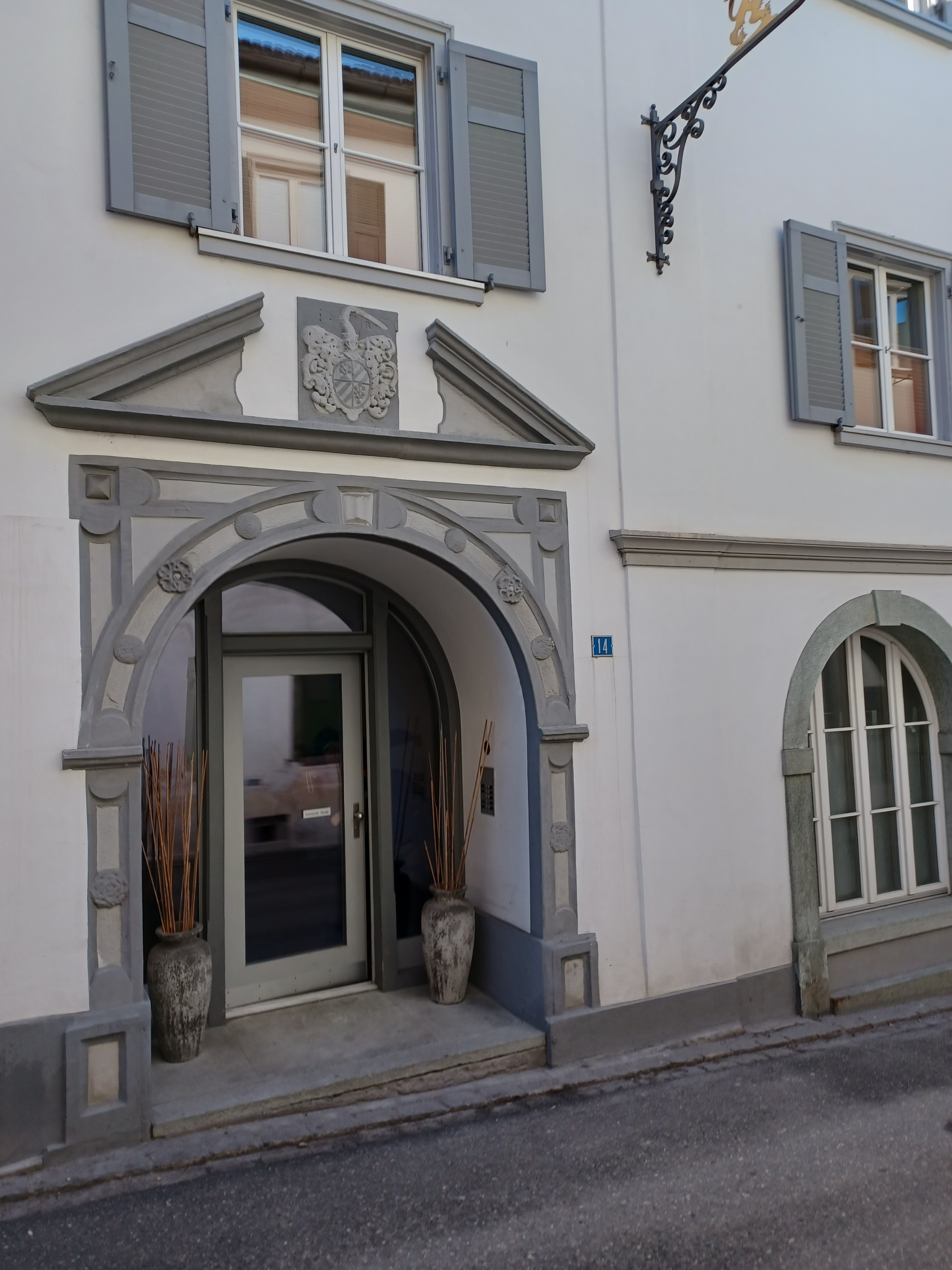
Haus Rosenroll in Thusis
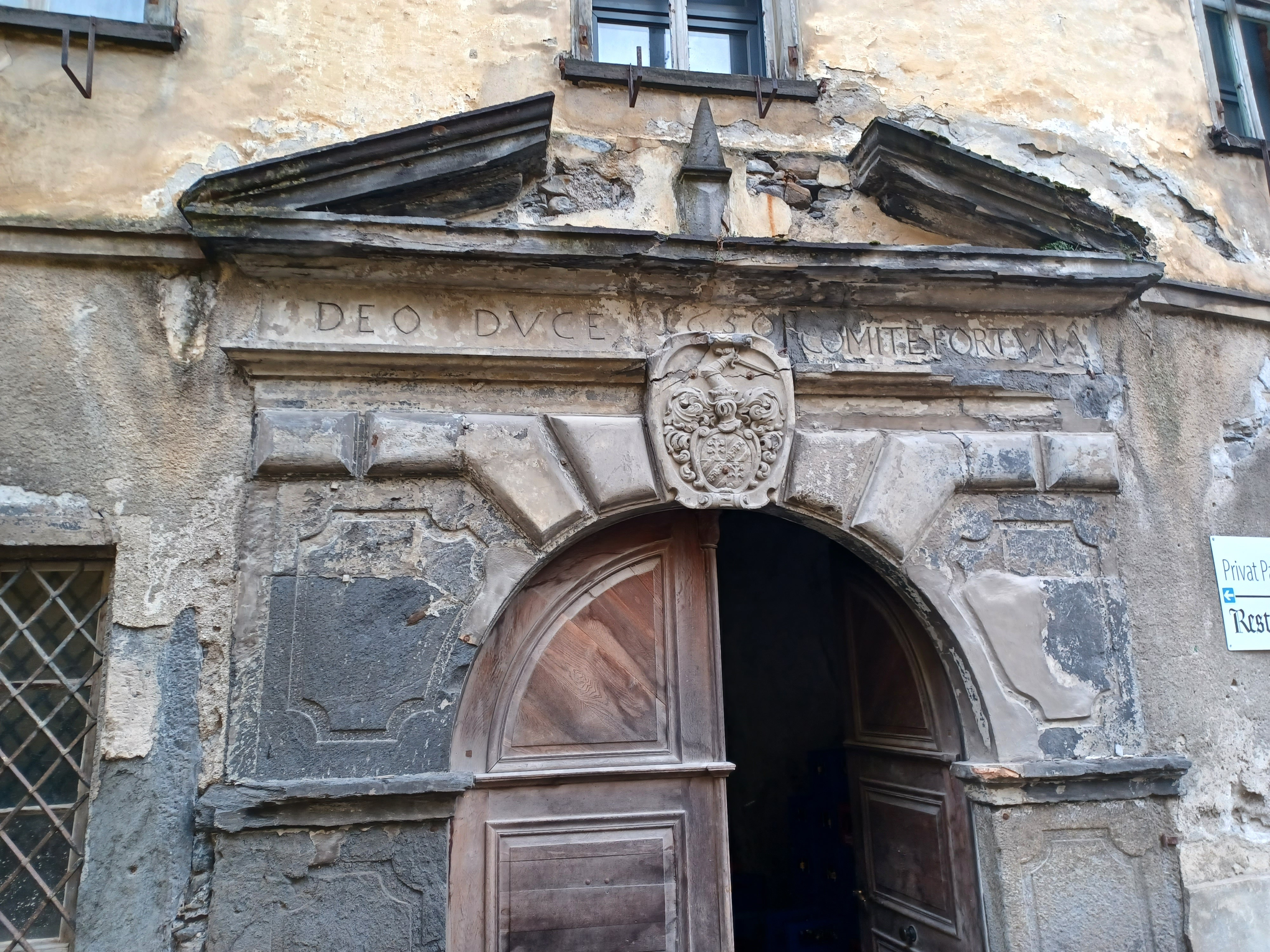
Speditionshaus Rosenroll
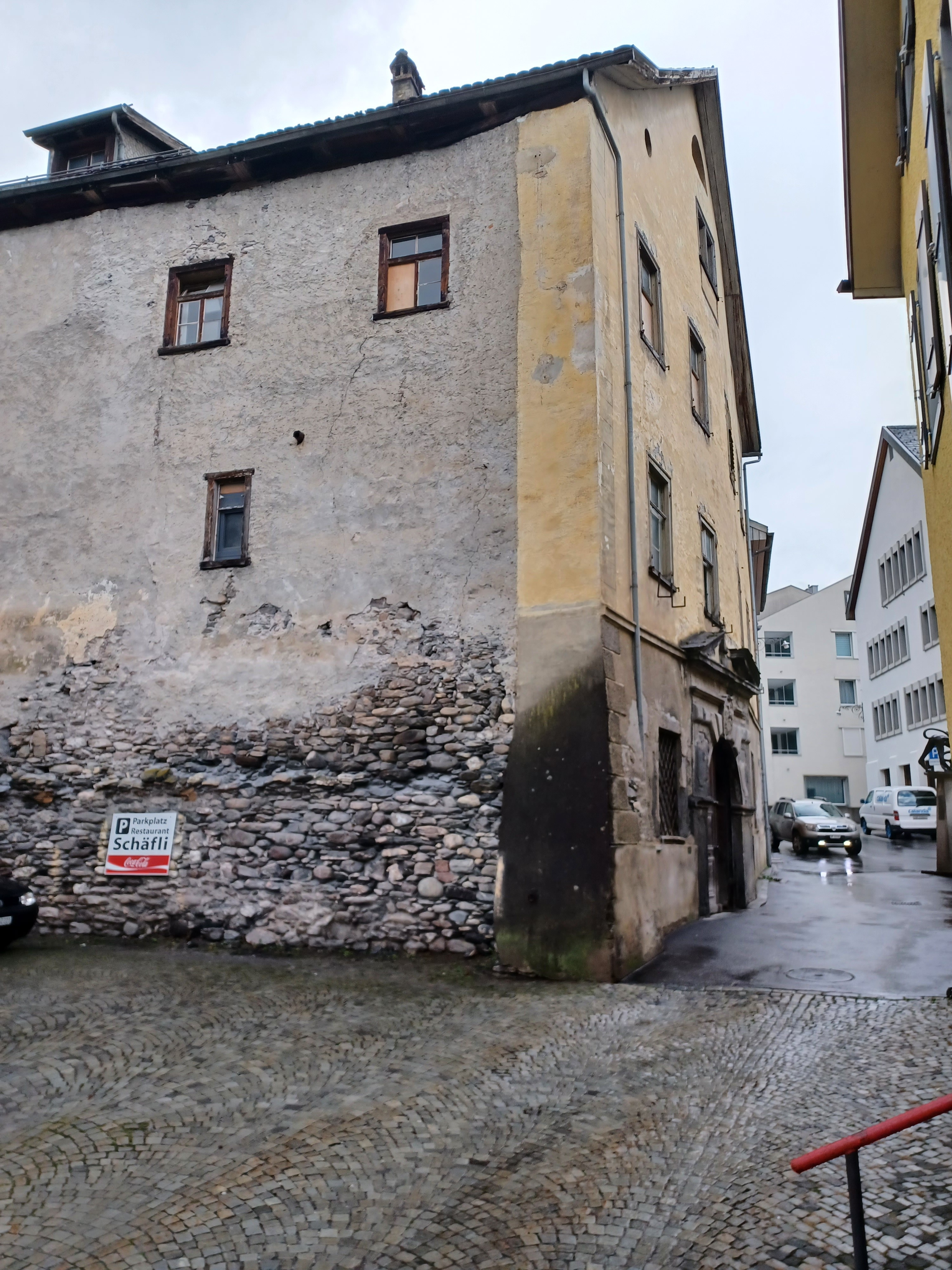
Speditionshaus Rosenroll